# Puraina
Puraina (nep. पुरैना) – gaun wikas samiti w zachodniej części Nepalu w strefie Bheri w dystrykcie Banke. Według nepalskiego spisu powszechnego z 2001 roku liczył on 890 gospodarstw domowych i 4919 mieszkańców (2355 kobiet i 2564 mężczyzn).